# Karl Friedrich von Cratz
Karl Friedrich von Cratz (* 3. Februar 1671; † 7. September 1747 in Halle) war ein preußischer Generalmajor, Chef des Berliner Garnisons-Regiments sowie Erbherr auf Mordal und Pfänner in Halle.

## Leben
Seine Eltern waren Hans Jakob von Cratz († 20. Mai 1706) und dessen zweite Ehefrau Elisabeth Sibille Reinhard, Tochter des Geheimrats Johann Georg Reinhard. Sein Vater war kurbrandenburgischer Amtskammerrat und Amtshauptmann von Ziesar, Zinna, Loburg und Neuschloß.
Er kam 1685 in preußische Dienste und wurde im Oktober 1690 Leutnant beim 2. Bataillon der Garde in Crossen. Er wurde 1705 Stabshauptmann und am 19. April 1709 erhielt er seine eigene Kompanie. Am 28. Februar 1720 wurde er Major, am 6. Dezember 1714 Oberstleutnant. Im Jahr 1721 bat er um seinen Abschied, den er als Oberst erhielt. Als Friedrich II. 1740 den Thron bestieg, suchte er erfahrene Offiziere. Er holte auch Cratz zurück und gab ihm das Berliner Landregiment. Im April 1743 wurde Cratz zum Generalmajor ernannt. 1745 fand Cratz nochmals Erwähnung in militärisch geprägten Brief Friedrich des Großen an Minister Podewil.
Er hatte mehrere Geschwister, Nichten und Neffen, starb selbst unverheiratet am 7. September 1747 in Halle. Sein Vermögen vermachte er der Invalidenkasse. Einige Hinweise zu seiner Familie finden sich bis heute am großen Wandgrab mit zusätzlichen Erbbegräbnis seines Vaters, mit Nennung der Namen der Kinder in einer nordöstlichen Abside der Klosterkirche St. Maria Kloster Zinna.
Der Reichsadel der Familie, konkret auf seinen Vater bezogen, samt Bestätigungsdiplom von Kaiser Leopold soll vom 1. Februar 1668 stammen. Die Nobilitierung fand auch in Brandenburg Anerkennung. Die bürgerlichen Vorfahren stammten aus der Altmark, aus der Region um Werben. Die Wappen der adeligen Nachkommen wichen in einzelnen Nuancen voneinander etwas ab.